# Charles Rey-Golliet (résistant)
Pour les articles homonymes, voir Charles Rey-Golliet et Rey-Golliet.
Charles Rey-Golliet (né le 13 février 1923 à Paris 20e et mort le 10 janvier 1959 à Paris 15e) est un résistant français, déporté à Buchenwald. Il est le fils de Charles Rey-Golliet boxeur.

## Biographie
Charles Rey-Golliet, déporté à Buchenwald continue de résister. Il remet le 19 juin 1944, via des résistants que Pierre Julitte lui a désignés, un rapport destiné au colonel Passy, à un ouvrier français prisonnier du Service du travail obligatoire, qui envisage de s’évader. Ce rapport sur la fabrication des bombes volantes V2 au camp de Dora et à l'usine Mibau de Buchenwald, assorti de plans et de schémas est finalement transmis aux Alliés et aboutit au bombardement de l'usine et du camp le 24 août 1944.
Après-guerre, il entraîne des boxeurs à l'« Avia Club » de la Porte Saint-Martin ou d'Issy-les-Moulineaux[Lequel ?] . De 1953 à 1955, il organise des matchs de boxe au club de boxe de Pantin.